# Station Ząbkowice Śląskie
Station Ząbkowice Śląskie is een spoorwegstation in de Poolse plaats Ząbkowice Śląskie.